# ونتینا
ونتینا (به لاتین: Vanetina) یک زیستگاه انسانی در اسلوونی است که در Cerkvenjak Municipality واقع شده‌است.

## خصوصیات
ونتینا ۱٫۴۹ کیلومترمربع مساحت و ۷۳ نفر جمعیت دارد و ۳۰۲ متر بالاتر از سطح دریا واقع شده‌است.